# André Bucher (atleet)
André Bucher (Neudorf, 19 oktober 1976) is een voormalig Zwitsers 800 m-loper, die wereldkampioen werd op deze afstand op de wereldkampioenschappen van 2001 in Edmonton.

## Loopbaan
Zijn eerste internationale succes behaalde Bucher in 1994 door een bronzen medaille te winnen op de wereldkampioenschappen voor junioren. In 2001 won hij eveneens brons op de wereldindoorkampioenschappen. In datzelfde jaar kreeg hij voor zijn prestaties de titel beste Europese atleet van het jaar.
Bucher won ook drie zilveren medailles op de Europese kampioenschappen van 1998, 2002 en de EK indoor van 2002. Andere belangrijke prestaties omvatten een derde plaats tijdens de IAAF WK atletiekfinale in 2003. 
Bucher is tweevoudig Zwitsers Sportman van het Jaar: 2000 en 2001.
In mei 2007 zette hij een punt achter zijn sportcarrière na een langdurige hielblessure.

## Titels
- Wereldkampioen 800 m - 2001
- Zwitsers kampioen 800 m - 1995, 1997, 1998, 1999
- Zwitsers kampioen 1500 m - 1994, 1996

## Persoonlijke records
| Onderdeel | Tijd    | Datum            | Plaats     |
| --------- | ------- | ---------------- | ---------- |
| 400 m     | 46,32   | 30 juli 2007     | Lugano     |
| 600 m     | 1.14,72 | 1 september 1999 | Bellinzona |
| 800 m     | 1.42,55 | 17 augustus 2001 | Zürich     |
| 1000 m    | 2.15,63 | 24 mei 2001      | Langenthal |
| 1500 m    | 3.38,44 | 25 juni 1996     | Luzern     |

## Palmares

### 800 m
Kampioenschappen
- 1997:  EK U23
- 1998:  EK - 1.45,04
- 1998: 5e Wereldbeker - 1.49,55
- 1999: 4e Grand Prix Finale - 1.44,67
- 2000: 5e OS - 1.45,40
- 2001:  WK indoor - 1.46,46
- 2001:  IAAF Grand Prix Finale - 1.46,71
- 2001:  WK - 1.43,70
- 2002:  EK indoor - 1.44,93
- 2002:  EK - 1.47,43
- 2002: 4e Wereldbeker - 1.45,31
- 2003:  Wereldatletiekfinale - 1.46,28
- 2005:  Europacup - 1.51,70

Golden League-podiumplekken
- 1998:  Memorial Van Damme – 1.45,05
- 2000:  Golden Gala – 1.44,44
- 2000:  Weltklasse Zürich – 1.43,72
- 2000:  Memorial Van Damme – 1.43,31
- 2001:  Golden Gala – 1.44,01
- 2001:  Meeting Gaz de France – 1.43,34
- 2001:  Herculis – 1.42,90
- 2001:  Weltklasse Zürich – 1.42,55
- 2001:  Memorial Van Damme – 1.42,75
- 2001:  ISTAF – 1.43,82
- 2002:  ISTAF – 1.45,20
- 2003:  Meeting Gaz de France – 1.44,25

### 1500 m
- 1994:  WK junioren - 3.40,46

### 4 x 400 m
- 2000: 4e in serie OS - 3.06,01

## Onderscheidingen
- Europees atleet van het jaar - 2001
- Zwitsers sportman van het jaar - 2000, 2001

1983 Willi Wülbeck ·
1987 Billy Konchellah ·
1991 Billy Konchellah ·
1993 Paul Ruto ·
1995 Wilson Kipketer ·
1997 Wilson Kipketer ·
1999 Wilson Kipketer ·
2001 André Bucher ·
2003 Djabir Saïd-Guerni ·
2005 Rashid Ramzi ·
2007 Alfred Kirwa Yego ·
2009 Mbulaeni Mulaudzi ·
2011 David Rudisha ·
2013 Mohammed Aman · 
2015 David Rudisha · 
2017 Pierre-Ambroise Bosse · 
2019 Donavan Brazier · 
2022 Emmanuel Korir · 
2023 Marco Arop